# Veleropilina goesi
Veleropilina goesi is een Monoplacophorasoort uit de familie van de Neopilinidae. De wetenschappelijke naam van de soort is voor het eerst geldig gepubliceerd in 1988 door Warén.